# Joseph Fouché
Joseph Fouché (Le Pellerin, 1759. május 21. – Trieszt, 1820. december 26.) francia politikus, az 1789-ben kirobbant francia forradalom idején jakobinus nemzetgyűlési képviselő, a Direktórium, a Konzulátus, a napóleoni császárság és a restaurált Bourbon királyság alatt rendőrminiszter, Otranto hercege (duc d’Otrante), a köpönyegforgatás és politikai túlélés nagy művésze. Neki tulajdonítják a hírhedt, cinikus mondást: „A farkasokkal együtt kell üvölteni.” („Il faut hurler avec les loups”). Egész élete folyamán ehhez az elvhez tartotta magát.

## Élete

### Ifjúkora, politikai pályájának kezdete
Joseph Fouché a franciaországi Nantes közelében, a Loire-Atlantique megyei Le Pellerinben született. Apja hajóskapitány volt a kereskedelmi flottánál, és családja őt is erre a pályára szánta. A fiatalember 1781-ben mégis a nantes-i Oratoriánusok (Congrégation de l’Oratoire) papi szemináriumába jelentkezett. Egy időre be is lépett a rendbe, de csak alsóbb papi szentségeket vette fel. A szemináriumban megtanulta a szigorú önfegyelmet, a gondos és türelmes megfigyelésen, adatgyűjtésen és elemzésen alapuló gondolkodásnak, a logikus összefüggések keresésének, a természeti és társadalmi erőviszonyok felismerésének fontosságát, amely később egész életútját meghatározta.
1782-ben tanítói állást vállalt Niortban, természettudományt és logikát oktatott. 1783-tól Saumurben, Vendôme-ban, Juilly-ben tanított. 1788-ban Arrasban kapott fizikatanári állást, itt ismerkedett meg Maximilien de Robespierre ügyvéddel és húgával, Charlotte-tal.

### A forradalmi Nemzetgyűlésben
A francia forradalom kitörésekor (1789) visszaköltözött Nantes-ba, kilépett a papi rendből, és tagja lett az Alkotmány Barátainak Társaságának (Société des amis de la Constitution) nevű politikai szervezetnek. 1792-ben szülőföldjének, Loire-Atlantique megyének küldötteként a Konvent tagjává választották. Az egykori papnövendék eleinte mérsékelt nézeteket hangoztatott, a girondisták pártjához csatlakozott. Ez év szeptemberében megnősült, Bonne-Jeanne Coignaud-t vette feleségül. Párizsba költöztek.
Tanáremberként a közoktatási ügyek bizottságában dolgozott. Részt vett XVI. Lajos király perének tárgyalásán. Felmérve a közhangulatot úgy döntött, az ultraradikális forradalmárokkal tart. Átült a hegypárti képviselők közé, és 1793. január 17-én habozás nélkül a király kivégzésére szavazott. Ez volt életének talán egyetlen visszavonhatatlan és eltagadhatatlan lépése, amelyet igyekezett ugyan elhallgatni, de a király hívei nem felejtették el, és jóval később ez okozta kegyvesztését és bukását.
Mivel nem volt jó szónok, „szívesebben dolgozott a bizottságokban és a delegációkban, ahol beleláthatott az erőviszonyokba, és a háttérből befolyást gyakorolhatott az eseményekre.”
1793. március 8-án az összes oktatási intézmény államosításáról szóló törvénytervezet kidolgozására jelölték ki. Mivel fanatikus hazafinak mutatta magát, még ugyanebben a hónapban Mayenne megyébe, majd saját szűkebb hazájába, Loire-Maritime megyébe küldték ki, újoncállítási megbízatással. Ezt követően előbb Nantes-ba, Aube-ba, aztán a Párizs környéki megyékbe küldték, hogy elnyomja a royalisták és a mérsékelt republikánusok mozgolódását. Felhatalmazása arra is kiterjedt, hogy e területeken megszervezze a Nemzeti Gárdát a vendée-i és a lyoni királypárti felkelések ellen. A déli tengerparton (Côte-d’Or) és Nièvre megyében nősülésre kötelezte a katolikus papokat. Megtiltott minden hitéletet és vallási tevékenységet a templomokon kívül. Elrendelte a keresztek és keresztutak (golgoták) elpusztítását. Véres eszközökkel üldözte a főnemességet és az egyházat.

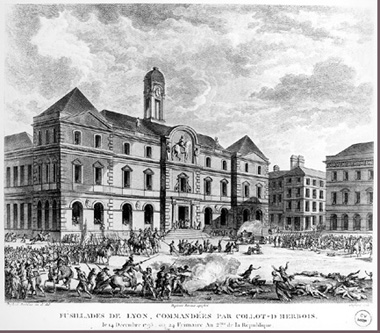
Tömeges kivégzések Lyonban (1793.)

### A „lyoni tűzmester”
1793 augusztusában Lyonban királypárti felkelés tört ki, amelyet a köztársasági csapatok októberben véresen levertek. A Konvent október 12-i dekrétuma kimondta: „Lyon városát le kell rombolni. Lyon nevét törölni kell a Köztársaság városainak listájáról. Azon házak összessége, amelyek fennmaradhatnak, a Kézbesítési Hely (»Ville Affranchie«) nevet fogja viselni. A romokon oszlopot kell emelni, amely tudósítja az utókort e város royalistáinak bűneiről és büntetésükről e szavakkal: »Lyon felkelt a Szabadság ellen. Lyon nincs többé«.”
Fouché az ultraradikális Hébert híve volt. A Konvent őt küldte ki Lyonba, Collot d’Herbois és Couthon kíséretében, hogy megbüntessék a várost, és elejét vegyék újabb ellenforradalmi megmozdulásoknak. Október 30-án érkeztek Lyonba. A Fouché által vezetett bizottság kegyetlen megtorlást rendelt el. November folyamán a város sok értékes középületét tüzérséggel leromboltatta. Tömegével hozatta a halálos ítéleteket. A guillotine-t túl lassú eszköznek találta, ezért a több ezer elítéletet (többségükben értelmiségieket, egyházi személyeket) a brotteaux-i síkságra tereltette, és nagy csoportokban, ágyúk kartácstüzével végeztette ki. A holttesteket a Rhône-ba vettette. Ennek nyomán Fouchét „lyoni tűzmesterként” („Mitrailleur de Lyon”) kezdték emlegetni. (Később, a Nagy Terror csillapultával még a jakobinusok is firtatni kezdték gyalázatos tetteit, de ő minden felelősséget sikeresen áthárított képviselőtársaira, Collot d’Herbois-ra és Couthon-ra).

### Robespierre megbuktatása
Hébert és Robespierre személyes ellenfelek voltak. Hébert kivégzése (1794) után Robespierre és Fouché ellentéte a végsőkig kiéleződött. A jó szimatú Fouché megérezte, hogy a zsarnok Robespierre helyzete meggyengült, és óvatosan átállt a bukását kívánók táborába. 1794 májusában a Jakobinus Klub váratlanul nem Robespierre-t, hanem Fouchét választotta elnökévé. Robespierre válaszul ateistának bélyegezte, és összeesküvés szervezésével vádolta meg Fouchét, és június 10-én kizáratta őt a klub tagjainak sorából.
Mindenki azt várta, hogy a kizárást hamarosan vádemelés és halálos ítélet fogja követni, de Robespierre nem tette meg ezt a lépést, pedig Fouché a háttérbe húzódva, a legnagyobb titokban már hosszabb idő óta valóban puccsot szervezett ellene. Kiközösítésével egy időben halt meg első (ekkor még egyetlen) gyermeke, az egyéves Nièvre. A személyes tragédia és saját életveszélye elszánttá és könyörtelenné tette. Szívósan dolgozott, összekovácsolta az ellenzék különféle csoportjait, akiket csak egyetlen dolog kötött egymáshoz, a Robespierre-től való rettegés.
1794. július 27-én (a forradalmi naptár szerint Thermidor 9-én) a Konvent ülésén Collot d'Herbois-nak, Talliennek és Barère-nek sikerült véghezvinnie Robespierre leszavazását, letartóztatását, gyors elítéltetését és kivégeztetését. Maga Fouché – szokása szerint – hivatalosan nem vett részt az általa szervezett eseményekben, csak másnap, Thermidor 10-én jelent meg a Konventben, és elfoglalta régi helyét a Hegypárt padsoraiban, a Robespierre-t eltávolító thermidoristák táborában.

### A Direktórium rendőrminisztere
A megalakult új kormányzat, a Direktórium már csak formailag volt republikánus. Tagjai közelebb álltak az újgazdag aranyifjúsághoz („jeunesse dorée”) és a korrupt hadiszállítókhoz, mint a forradalom és a polgári köztársaság elvhű harcosaihoz. Fouché összeszövetkezett Gracchus Babeuf újságíróval és szocialista agitátorral, aki 1795. március 21-én (Germinal 1-jén) felkelést szervezett, amelyet levertek, Babeuföt bebörtönözték. A Konvent utasítására a szálakat a háttérből mozgató Fouchét is letartóztatták, de a Vendémiaire-felkelést követően, az 1795. október 25-én (a forradalmi naptár szerint a IV. év. Brumaire 3-án) kiadott dekrétumban meghirdetett általános amnesztia keretében szabadon bocsátották. Egy ideig visszavonultan élt a Montmorency völgyben. Kapcsolatainak hálóját azonban tovább építgette, és titokban Paul Barras felemelkedését támogatta.
Aktívan részt vett a 1797. szeptember 4-i (Fructidor 18-i) államcsíny szervezésében, amelynek során megbuktatták és menekülésre kényszerítették a Direktórium addigi elnökét, Carnot-t, helyét Fouché szövetségese, Paul Barras vehette át, aki hálából Fouchét nevezte ki Franciaország nagykövetének a csatlós Ciszalpin Köztársaságba, amelyet 1797. június 29-én kreáltak a francia forradalmi csapatok által megszállt elődeiből, a Ciszpadániai és a Transzpadániai Köztársaságokból. Milánói állomáshelyén Fouché azonnal összeszövetkezett Brune tábornokkal, aki katonai államcsínyt tervezett az alkotmányos kormányzat megdöntésére. Fouchét már kinevezése után néhány nappal hazarendelték.
1799-ben nagykövetként Hágába küldték. Ugyanezen év június 18-án (a Forradalmi Naptár szerinti VII. év. Prairial 30-án) a Direktórium vezetői, Barras és Sieyès kinevezték őt rendőrminiszternek (Ministre de la Police). Ő azonban ekkor már a jövő erős emberével, az Egyiptomban hadakozó Bonaparte tábornokkal folytatott titkos tárgyalásokat.

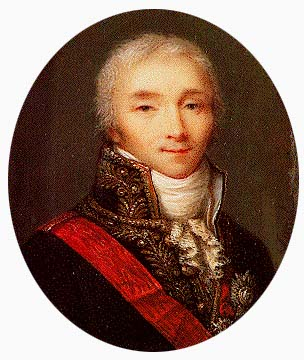
Joseph Fouché rendőrminiszter

### Az Első Konzul rendőrminisztere
A 1799. november 9-én (a VIII. év Brumaire 18-án) lezajlott államcsíny során Fouché polgártárs, a Direktórium rendőrminisztere ismét elárulta addigi szövetségeseit. Elűzte Barrast, letartóztatta a Direktórium tagjait, és az Egyiptomból visszatért Napoléon Bonaparte tábornokot segítette hatalomra. Létrejött a Konzulátus. A konzulok megerősítették Fouchét rendőrminiszteri posztján.
Első konzulként Bonaparte egyeduralkodói hatalomhoz jutott, ezzel a francia forradalom gyakorlatilag véget ért. A tábornok bizalmatlan volt Fouchéval szemben korábbi köztársasági szerepe miatt, így Fouché helyesebbnek látta, ha addigi „haladó” eszméit elfelejti, és sorsát Napóleon személyéhez köti. Hírszerző szolgálataival nélkülözhetetlenné tette magát. Kiterjedt besúgói rendszert épített fel, amelynek csápjai behatoltak a társadalom minden csoportjába (az első konzul saját családja sem volt kivétel). A spionokat maga Fouché pénzelte a szerencsejátékok illetékeiből, ebből maga is meggazdagodott.
1802-ben, amikor Bonaparte örökös konzullá kívánta választatni magát, Fouché szembeszállt vele, és a Szenátusban olyan javaslatot terjesztett elő, amely a hivatalban eltölthető időt tíz évre korlátozta. Ellenfelei, Talleyrand és a Bonaparte fivérek bírálni kezdték. Napóleon nem merte elcsapni a nagyhatalmú minisztert, ezért 1802. szeptember 13-án (a X. év fructidor 26-án) magát a rendőrminisztériumot oszlatta fel. Fouché kárpótlásul megkapta Aix-en-Provence város szenátori tisztségét, és az általa összegyűjtött rendőri pénzügyi tartalék felét, mintegy 1 200 000 frankot. Kiterjedt besúgói hálózata révén azonban Fouché továbbra is létfontosságú titkosszolgálati információkkal látta el az első konzult. Titkos háttérmunkájával szervezte a royalisták vezéreinek, Cadoudalnak, Pichegru-nek és Moreau-nak letartóztatását. Talleyrand sugalmazására, Bonaparte utasítására a Badeni Nagyhercegség területéről elraboltatta Enghien hercegét. A herceg kivégzése komoly nemzetközi felháborodást váltott ki. 1804. július 10-én Bonaparte ismét felállította a rendőrminisztériumot, és Fouché hivatalosan is visszakapta megbízatását.

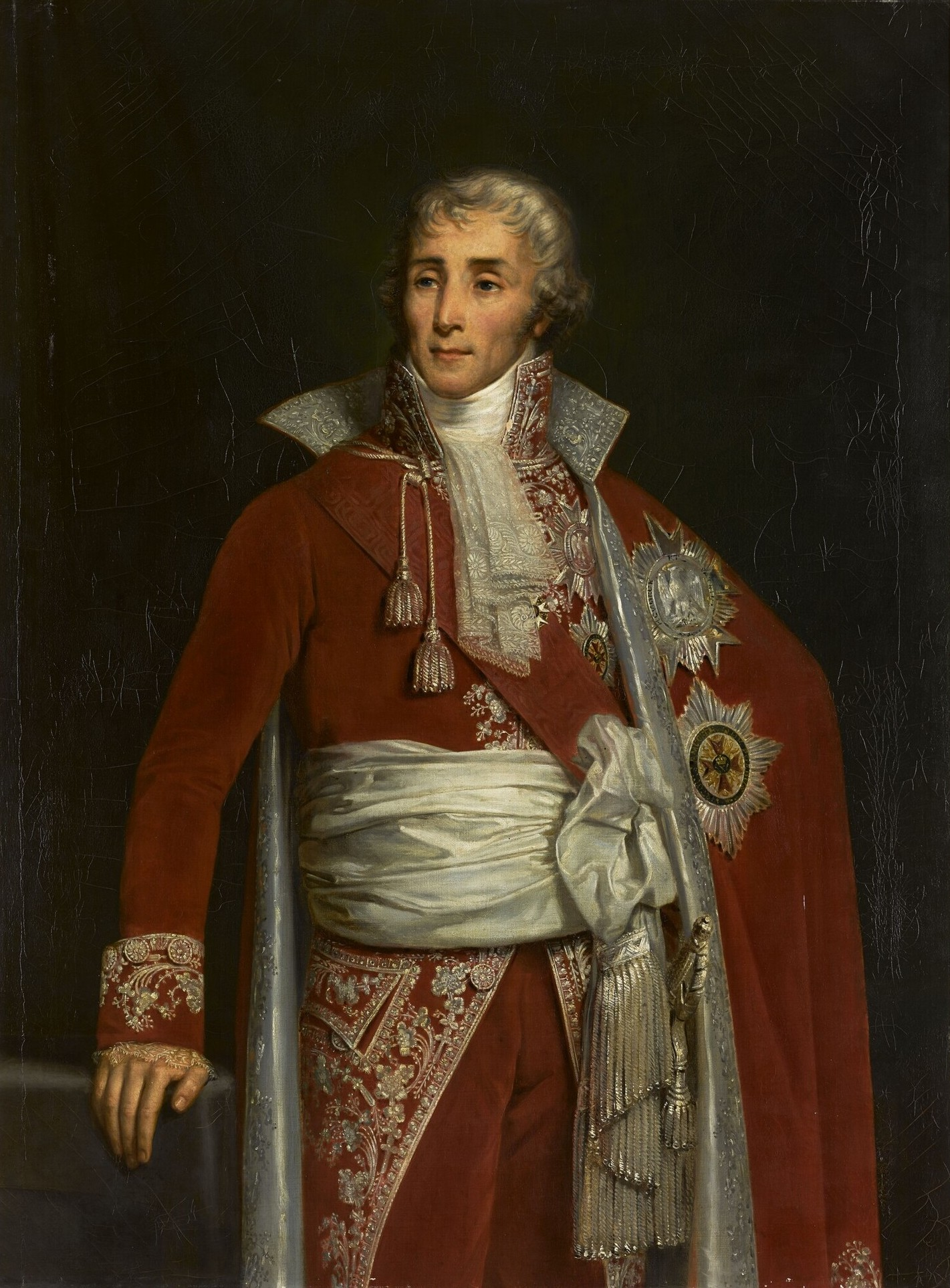
Joseph Fouché, Otranto hercege, császári miniszter

### A császárság rendőrminisztere
1804 decemberében Napóleon Franciaország császárává koronáztatta magát. Fouchét megerősítette tisztségében. Az egykori jakobinusnak 1808-ban a Francia Császárság grófi címét adományozta, majd 1809-ben, Antwerpen sikeres megvédelmezése után Otranto hercegévé emelte, igen jelentős birtokadományokkal. Az alacsony származású Fouché számára ez hatalmas társadalmi felemelkedést jelentett.
Napóleon sohasem bízott teljesen meg a kiismerhetetlen Fouchéban, akinek korábbi pálfordulásait jól ismerte. A miniszter azonban olyan súlyos titkok birtokában volt, amelyek nélkülözhetetlenné és pótolhatatlanná tették. A császár egyszer megütközve kérdezte Fouchét: „Pap létére Ön hogyan szavazhatott a király halálára?” Fouché a rá jellemző cinizmussal válaszolt: „Sire, ez volt első szolgálatom Felségednek.”
A józanul számító miniszternek nem tetszett a véget nem érő hódító háborúk politikája, szembehelyezkedett a császár terveivel, ellenezte a császár házasságát Mária Ludovika osztrák főhercegnővel (Mária Lujzával), sőt saját szakállára titkos tárgyalásokat folytatott külföldi emigráns körökkel és Wellington herceggel, Nagy-Britannia miniszterelnökével is. Amikor ez Napóleon fülébe jutott, Fouché kegyvesztett lett, a császár 1810. június 3-án leváltotta.
Fouché ekkor elégette vagy elrejtette a minisztérium minden fontos iratát, hogy lehetetlenné tegye utódjának, Savarynak, Rovigo hercegének munkáját. Amikor ezért a császár felelősségre akarta vonni, Fouché Toszkánába menekült, és egy ideig ott rejtőzött el. Élisa Bonaparte közbenjárására engedélyt kapott, hogy aix-en-provence-i birtokaira utazhasson. 1811-ben Párizsba is visszatérhetett.
Az oroszországi hadjárat után, 1813 júniusában Fouchét az Illír tartományok főkormányzójaként Laibachba küldték. Itt igyekezett megkedveltetni magát, a helyi nemesség vezetőivel egyezkedve több haladó intézkedést tett a lakosság érdekében, például fellépett a jobbágyság teljes eltörléséért. Állomáshelyét augusztusban, az osztrák csapatok érkezésekor hagyta el. Rómába, majd Nápolyba került nagykövetnek. Mindenütt Napóleon uralma ellen intrikált. Azon mesterkedett, hogy a császár helyére régensként Mária Lujza császárnét és fiát, Franz Joseph Charles Bonapartét, a trónörökös herceget ültesse.
Az 1813-as lipcsei Népek Csatáját követő összeomlás nyomán 1814-ben Fouché, Murat marsallal együtt elárulta a császárt. Napóleon lemondott, a Bourbonok visszatérhettek a francia trónra. Fouché nyomban Párizsba utazott, és felajánlotta szolgálatait a fővárosba bevonuló új katonai kormányzónak, Artois grófjának, XVIII. Lajos király öccsének, a későbbi X. Károly királynak.

### A „száz nap”
Miközben Fouché hivatalosan a visszatért XVIII. Lajos királyt támogatta, titokban egyengette az Elba szigetéről visszatérő Napóleon útját is.
A Párizsba visszatérő császárnak szövetségesekre volt szüksége, de sok korábbi tábornoka és minisztere megtagadta az együttműködést. Fouché nagy ellenfele, a köpönyegforgatás másik nagy mestere, Talleyrand a bécsi kongresszuson tartózkodott, és jobbnak látta, ha ott várja ki az események alakulását. Saját biztonságának védelmében Napóleon – bár gyanította, hogy Fouché az első, átmeneti restauráció során összejátszott a köztársaságiakkal – ismét arra kényszerült, hogy a rendőrminiszterséget a gyűlölt, de nélkülözhetetlen Fouchéra bízza.
Fouché bizonyosra vette, hogy Napóleon uralma csak átmeneti, ezért minden irányban biztosítani akarta magát. Azonnal tárgyalásokat kezdett a francia liberálisokkal, de titokban egyezkedett a Gentbe menekült XVIII. Lajos királlyal, és Metternich osztrák kancellárral is.
A waterlooi csatavesztés nyomán 1815. június 23-án Napóleon másodszor is lemondott, ezúttal véglegesen. A császári kamara Fouchét az ideiglenes kormány elnökévé nevezte ki, e minőségében ő tárgyalhatott a koalíciós hatalmakkal, és – összefogva riválisával, Talleyrand-nal – ő készíthette elő a Bourbonok második restaurációját.

### A Bourbon királyság rendőrminisztere
1815. július 9-én XVIII. Lajos király (a kivégzett XVI. Lajos öccse) Fouchét nevezte ki rendőrminiszterének. Napóleon volt minisztere 1815. július 26-i rendeletében törvényen kívülivé nyilvánította a császár visszatérésében felelős személyek egy részét. Ekkorra azonban korábbi pálfordulásait és árulásait már túl széles körben ismerték.
A kortársak véleményét Fouchéról és Talleyrand-ról jól tükrözi François-René de Chateaubriand író és diplomata feljegyzése: „Meglátogattam Őfelségét. Bevezettek egy szobába, mely szomszédos volt a királyéval. Senki sem volt bent. Leültem egy sarokba és várakoztam. Egyszerre kinyílt egy ajtó, és halkan belépett az Árulás, a Bűn karjára támaszkodva. Fouché támogatta Talleyrand-t. A pokoli látomás lassan elhaladt előttem, be a király szobájába és eltűnt a szemem elől. Fouché azért jött, hogy hűséget és tisztességet esküdjön uralkodójának, hogy királygyilkos hűbéresként térdepelve kezeit, melyek lecsapták XVI. Lajos fejét, a mártír király fivérének kezébe tegye, és esküjét e hitehagyott püspök tanúsítsa.”
Sem a köztársaságiak, sem a királypártiak nem bíztak már benne, minden politikai tényező ellenségesen tekintett rá. Egy ideig még sikerült megmaradnia hivatalában, de a royalisták nem felejtették el, hogy 1793-ban XVI. Lajos király halálára szavazott. Királygyilkosnak bélyegezték, hevesen támadták. 1815 szeptemberében a király jobbnak látta, ha eltávolítja Fouchét. Leváltotta a rendőrminiszterségről, és kinevezte a Francia Királyság szászországi nagykövetének, drezdai állomáshellyel.

### Bukása és halála
1816. január 12-én királyi rendeletet bocsátottak ki a királygyilkosságban (regicidiumban) bűnrészes személyek száműzetéséről. A listán Fouché neve is szerepelt. Minden tisztségétől megfosztva Ausztriába menekült. Metternich hallgatólagos jóváhagyásával előbb Prágában, majd Linzben telepedett le. Emlékiratait szerkesztette, és önigazoló röpiratokat készített, amelyekben politikai múltjának fordulatait magyarázta.
Tüdőbetegsége miatt az osztrák kormány engedélyezte neki, hogy az enyhébb éghajlatú Triesztbe költözhessen. Itt élt haláláig, 1820 decemberéig. Halála előtt megsemmisítette teljes irattárát Jérôme Bonaparte herceg segítségével, aki öt órán keresztül, Fouché személyes felügyelete alatt és utasításai szerint égette el az összes iratot, a Direktórium, a Konzulátus és az Első Császárság titkos történetének fontos bizonyítékait.
A volt oratóriánus szeminaristát, papnövendéket, „királygyilkos” jakobinust, császári és királyi rendőrminisztert, Otrantó hercegét a trieszti székesegyházban temették el. Hatalmas, mintegy 14 millió frank értékű vagyonát gyermekei örökölték.
Hamvait csak 1875-ben vitték vissza Franciaországba, és Ferrières-en-Brie temetőjében temették el.

### Házasságai és utódai
Első feleségét, Bonne-Jeanne Coignaud-t 1792-ben vette feleségül. Öt gyermekük született. A fiúk születésük sorrendjében örökölték apjuk hercegi rangját.
- Nièvre Fouché (1793–1794), kisgyermekként meghalt.
- Joseph-Liberté Fouché (1796–1862), 1820-tól Otranto 2. hercege.
- Armand Fouché (1800–1878), 1862-től Otranto 3. hercege.
- Athanase Fouché (1801–1886), 1878-tól Otranto 4. hercege, aki 1820-ban Svédországba költözött, belépett a svéd hadseregbe, és a felsőház tagja lett. Második feleségétől, a svéd Adélaide von Stedingk grófnőtől (1802–1863) született fiai vitték tovább az Otrantói (francia) hercegi címet. Otranto 10. hercege és a Fouché (svéd) grófi család tagjai ma is Svédországban élnek.
- Joséphine-Ludmille Fouché (1803–1893): az ő egyik utódja, Virginie Coupérie 1985-ben Julien Clerc francia énekes felesége lett.

A megözvegyült Fouché 1818-ban Gabrielle-Ernestine de Castellane grófnőt vette feleségül, ebből a házasságból nem születtek gyermekek.

### Utóélete
1824-ben, XVIII. Lajos király halálának és X. Károly trónra lépésének évében bizonyos politikai érdekkörök kiadták Joseph Fouché Emlékiratait („Mémoires”). Az ekkor már Svédországban élő Fouché örökösök, akik Napóleon volt tábornokának, XIV. Károly János svéd királynak (Jean-Baptiste Jules Bernadotte-nak) védelme alatt álltak, nyomban apokrifnak (azaz hiteltelennek) minősítették a könyvet. Két 20. századi francia történettudós, Louis Madelin és André Castelot kutatásai és vizsgálatai azonban bebizonyították, hogy az 1824-ben kiadott Emlékiratok szerzője valóban Joseph Fouché.

## Miniszteri hivatali időszakai

### Rendőrminiszter
1799. július 20-tól 1802. szeptember 13-ig.
1804. július 10-től 1810. június 3-ig.
1815. március 20-tól június 22-ig.
1815. július 7-től szeptember 26-ig.

### Belügyminiszter
1809. június 29-től október 1-jéig. (Elődje Emmanuel Crétet de Champmol, utódja Jean-Pierre Bachasson de Montalivet).

## Művei

### Emlékiratai
- Fouché Emlékiratai a Gutenberg Projekt honlapján.

### Fontosabb politikaipamfletjei
- Gondolatok Capet Lajos elítéléséről (Réflexions sur le jugement de Louis Capet), 1793[13]
- Gondolatok a közoktatásról (Réflexions sur l‘éducation publique), 1793
- Jelentés és törvénytervezet az egyetemekről (Rapport et projet de loi relatif aux collèges), 1793
- Helyzetjelentés a „Névtelen Városból”, azaz Lyonból (Rapport sur la situation de Commune Affranchie), 1794
- Levél a prefektusokhoz a papok ügyében (Lettre aux préfets concernant les prêtres), 1801

### Magyarul
- Fouché emlékiratai; ford. Salgó Ernő; Anonymus, Budapest, 1943
- Joseph Fouché emlékiratai; ford. Salgó Ernő; Kossuth, Budapest, 2021

## Szépirodalom, színház, játékfilm
- Jean-Claude Brisville: Hercegi vacsora („Le Souper”) c. drámája XVIII. Lajos király visszatérésének, 1815. július 6-ának előestéjén játszódik, a történet Talleyrand és Fouché elképzelt (?) tárgyalásáról szól, a hatalom megtartásának módjáról. A drámából 1992-ben hasonló című francia film készült, rendezte Édouard Molinaro, főszereplők Claude Brasseur (Fouché) és Claude Rich (Talleyrand).[14]
- Napóleon (2002-es angol–francia–olasz minisorozat), Fouché alakítója Gérard Depardieu, főbb szereplők Christian Clavier (Napóleon), John Malkovich (Talleyrand).[15]
- Joseph Conrad: A párbaj („The Duel”) c. regényében (1924) szerepelteti Fouchét. 1977-ben a regényből Párbajhősök („The Duellists”) címmel angol film készült, írta Gerald Vaughan-Hughes, rendezte Ridley Scott. Fouché alakítója: Albert Finney.[16]

## Külső hivatkozások
- Életrajza (Loire-france.com) Archiválva 2007. szeptember 27-i dátummal a Wayback Machine-ben (franciául)
- Életrajza (1789-1815.com) Archiválva 2007. szeptember 28-i dátummal a Wayback Machine-ben (franciául)
- Életrajza (fr.encarta.msn.com) (franciául)
- Lyoni „működése” 1793-ban (revolution.1789.free.fr)(franciául)
- Szerepe 1815-ben Ney marsall ügyében (napoleon-series.org) (angolul)
- Rövid életrajza (historicum.net) (németül)
- C. Agricola: Joseph Fouché et l’insurrection française (Joseph Fouché és a francia népfelkelés), részletes életrajz és korrajz (solidariteetprogres.org) (franciául)